# バージョン管理システムの一覧
バージョン管理システムの主なソフトウェアの一覧について記載する。

## ローカルデータモデル
ローカルのみのアプローチでは、すべての開発者が同じファイルシステムを使用する必要がある。

### オープンソース
- Revision Control System（RCS） - 最新バージョンと後方デルタを格納する。 SCCSおよび改善されたユーザーインターフェースと比較して[1]、 トランクチップへの最速のアクセスを意識している[2][3]。その代わりスロウブランチチップへのアクセスと包含/除外されたデルタのサポートが欠落している。C言語で実装されている。
- Source Code Control System（SCCS） – UNIXの一部。AT&Tが開発した、RCS登場以前唯一のバージョン管理システム。インターリーブ・デルタに基づいて、任意のリビジョンのセットとしてバージョンを構築できる。任意のバージョンの抽出には基本的に同じ時間がかかるため、複数の「現在の」同一のバージョンとの分岐とマージに大きく依存する環境で重宝する。

## クライアントサーバーモデル
クライアント/サーバーモデルでは、開発者は共有の単一リポジトリを使用する。

### オープンソース
- Concurrent Versions System （CVS） –元々はRCSに基づいて構築されており、 GPLの下でライセンスされる。C言語で実装されている。
  - CVSNT –CVSのクロスプラットフォームポート。他の変更の中でも大文字と小文字を区別しないファイル名を許可する。
  - OpenCVS –セキュリティとソースコードの正確性に重点を置いたBSDライセンスの下でのCVSクローン
- Subversion （SVN） –CVSに触発されたバージョン管理システム[4]。C言語で実装されている。
- Vesta –バージョニングファイルシステムと分散リポジトリのサポートを備えたビルドシステム

### プロプライエタリ
- AccuRev –並列およびグローバル開発を効率的に管理する「ストリーム」に基づく統合された問題追跡を備えたソース構成管理ツール。レプリケーションサーバーも利用できる。現在はMicro Focusが所有。
- Alienbrain - デジタルアセットマネージメントシステム。バージョン管理機能に加え、構成管理、ステータス管理などの機能がある。任天堂にて使用され、有名になった。バイナリデータ、CGデータを問わず履歴を自動で保存できる。
- Autodesk Vault - AutoCADやAutodesk Inventorなどの設計ファイル間の複雑な関係を管理するAutodeskアプリケーション用に特別に設計されたバージョン管理ツール。
- CADES - International Computers Limitedによるデザイナーの生産性とバージョン管理システム。
- Dimensions CM - Micro Focus （以前のSerena Software ）によって開発されたソフトウェア変更および構成管理システムで、リビジョン管理が含まれています。
- Helix Core 、以前のPerforce Helix -大規模な開発環境向け
- IBM Configuration Management Version Control (CMVC) –バージョン管理システム、提供終了。
- IBM Rational ClearCase – IBM Rational SoftwareによるSCC準拠の構成管理システム
- IBM Rational Synergy – IBM独自の、SCC準拠の統合変更管理およびタスクベースの構成管理システム。
- IBM Rational Team Concert – IBM Rational Softwareによるコラボレーションおよびアプリケーションライフサイクル管理プラットフォーム
- IC Manage Global Design Platform (GDP) –IC設計およびPerforceインフラストラクチャサポートの設計データ管理。
- Perforce Helix - 集中型。2015.1で分散型に対応。ロック方式。Perforce Softwareが開発した。マージ機能もあり。
- Panvalet -1970年代頃から、IBMメインフレームコンピューターのソースおよびオブジェクト制御。
- PTC Integrity（以前のMKS Integrity）。
- PVCS -以前のPolytron Version Control SystemでDon Kinzerによって1985年に開発された。現在は Micro Focusが所有。
- Quma Version Control System
- Razor (構成管理) 、Visible Systemsの統合スイート
- SOS - Cliosoft 社が開発する、半導体設計をターゲットにした集中型バージョン管理システム。
- StarTeam – Micro Focus （旧Borland）提供。ソフトウェア配信プロセスの調整/管理、デジタル資産と活動の集中管理。
- Surrounding SCM – Seapine Softwareによるバージョン管理ツール。
- TeamCity - JetBrainsのJavaベースのビルド管理と継続的インテグレーションサーバー
- Vault – SourceGearによるバージョン管理ツール（最初のインストールは無料で使用できる）
- Visual SourceSafe -マイクロソフトによるバージョン管理ツール、小さなチーム向け。

## 分散モデル
分散型アプローチでは、各開発者は独自のローカルリポジトリを直接操作し、変更は個別のステップとしてリポジトリ間で共有される。

### オープンソース
- ArX – Walter Landryが実装して、GNU archのフォークとして始まったが、完全に書き直された
- Bazaar – Pythonで実装されている。元々はMartin Poolによって作成され、 Canonicalによって後援された。高速で使いやすさを追求。 Archアーカイブをロスレスでインポートできる
- BitKeeper – 契約違反によりライセンスが取り消されるまでLinuxカーネル開発で使用され有名になった（2002 – 2005年4月）。再びその魅力を広げるために、2016年にオープンソース化された。
- Codeville –元々 Ross CohenによってPythonで書かれた。革新的なマージアルゴリズムを使用
- Darcs – Haskellで書かれ、もともとはDavid Roundyによって開発されました。パッチ間の依存関係を追跡し、「パッチの理論」を使用してそれらを自動的に再配置および「チェリーピック」が可能
- DCVS –分散型およびCVSベース
- Fossil -SQLite のためにD.・リチャード・ヒップによって実装された。分散型リビジョン管理、wiki、バグ追跡、およびコンソールとWebインターフェイスを備えたフォーラム（オールインワンソリューション）。単一のポータブル実行可能ファイルと単一のリポジトリファイル。
- Git – Linuxカーネルプロジェクトからリーナス・トーバルズによって設計された。Perl、C、およびさまざまなシェルスクリプトのコレクションで記述。分散型であり、高速、柔軟性、堅牢性に注力。
- GNU arch - C言語、シェルスクリプトで実装されている。
- Mercurial –BitKeeperのオープンソース版としてPythonで実装。分散型であり、高速、軽量、ポータブル、そして使いやすいことに注力。
- Monotone –Monotoneチームによって開発された。ピアツーピア方式で分散化。C++で実装されている。

### プロプライエタリ
- Code Co-op –ピアツーピアバージョン管理システム（同期に電子メールを使用できます）
- Sun WorkShop TeamWare - 設計[要出典]によってラリー・マクボイ、BitKeeperのの生みの親
- Plastic SCM – Codice Software、Inc製
- Visual Studio Team Services -チームがコードを共有し、作業を追跡し、任意の言語のソフトウェアを出荷するためのサービス。マイクロソフト製。